# Stafford County (Kansas)
Stafford County je okres ve státě Kansas v USA. K roku 2010 zde žilo 4 437 obyvatel. Správním městem okresu je St. John. Celková rozloha okresu činí 2 058 km².